# Amfreville, Calvados

Amfreville este o comună în departamentul Calvados, Franța. În 1 ianuarie 2022 avea o populație de 1.373 de locuitori.